# Abū l-Hasan al-Hāschimī al-Quraschī
Abū l-Hasan al-Hāschimī al-Quraschī (arabisch أبو الحسن الهاشمي القرشي, DMG Abū l-Ḥasan al-Hāšimī al-Qurašī), geboren als Nour Karim al-Mutni (arabisch نور كريم المطني, DMG Nūr Karīm al-Muṭnī), war der dritte Anführer des Islamischen Staats. Er wurde am 10. März 2022 vom IS-Sprecher Abū ʿUmar al-Muhādschir in einer offiziellen Audioansprache als Nachfolger des vorherigen Anführers Abū Ibrāhīm al-Hāschimī al-Quraschī proklamiert.
Laut Angaben türkischer Beamter war al-Quraschī im Mai 2022 in Istanbul verhaftet worden.

## Tod
Am 30. November 2022 verkündete der IS-Sprecher Abū ʿUmar al-Muhādschir den Tod des Anführers und die Ausrufung des neuen Anführers Abū l-Husain al-Husainī al-Quraschī. Abū l-Hasan al-Hāschimī al-Quraschī sei im Kampf mit Rebellen in Darʿā getötet worden.